# Sons of Seasons
Sons of Seasons ist eine deutsche Symphonic-Metal-Band. Sie ist das Soloprojekt des Kamelot-Keyboarders Oliver Palotai.

## Geschichte
Sons of Seasons wurden im Januar 2007 von Oliver Palotai gegründet. Palotai war seit 2001 Mitglied der Tourband von Doro und gehörte seit 2004 zum Line-up von Blaze, der Band des ehemaligen Iron-Maiden-Sängers Blaze Bayley. Im Frühjahr 2007 kamen mit Daniel Schild (Schlagzeug) und Luca Princiotta (Gitarre) zwei weitere ehemalige Mitglieder von Blaze in die Band. Mit dem Bassisten Jürgen Steinmetz (Silent Force, Rock Ignition) und dem Sänger Tijs Vanneste (Oceans of Sadness) war die Band im Sommer 2007 komplett. Vanneste verließ die Gruppe kurz darauf wieder.
Palotai lernte auf einer Japan-Tournee mit Kamelot Henning Basse von Metalium kennen und engagierte ihn als neuen Sänger. Im Herbst 2008 verließ Gitarrist Princiotta die Band, woraufhin Palotai die Gitarren für das Debütalbum einspielte. Seit Februar 2009 ist der Gitarrist Pepe Pierez fester Bestandteil der Band. Ende April 2009 erschien das Debütalbum "Gods of Vermin". Darauf sind auch die Epica-Sängerin Simone Simons, Mark Jansen (Epica) und Tijs Vanneste als Gastmusiker zu hören. Das Album wurde von Alexander Krull (Atrocity) co-produziert. Im Herbst 2009 waren Sons of Seasons mit Epica auf einer Tour, die die Band quer durch Europa führte.
Am 1. April 2011 erschien ihr zweites Studioalbum "Magnisphyricon", das den Stil des ersten Albums fortsetzte und mit Simone Simons wieder einen Gastsänger präsentierte. Vom 22. April bis zum 11. Mai 2011 war die Band als Vorgruppe für Kamelot und Evergrey auf Tour durch Europa; direkt im Anschluss folgte eine Headliner-Tour mit MaYaN durch Deutschland und die Benelux-Staaten.

## Diskografie
- Gods of Vermin (2009; Napalm Records)
- Magnisphyricon (2011; Napalm Records)